# Forrest Thomas
Forrest M. Thomas (Galveston, 21 april 1953 – Tilburg, 9 september 2013), beter bekend onder zijn artiestennaam Forrest, was een Amerikaans zanger die vanuit Nederland werkte.

## Biografie

### Jeugd en opleiding
Thomas werd geboren in Galveston, Texas, waar hij als jongen in het kerkkoor zong. Om zijn muzikale talent te ontwikkelen vertrok hij als tiener naar Los Angeles en won daar als zanger verschillende prijzen.

### Nederland
Thomas emigreerde naar Nederland begin jaren tachtig en had daar in 1983 een wereldhit met het nummer Rock the Boat. In 1984 had hij een hit met de Band of Gold, Lovesongs are back again. In Nederland trad Thomas op met onder meer Lee Towers, Anita Meyer, René Froger, Rob de Nijs, Ruth Jacott, Frank Boeijen, Sandra Reemer, Hollywood Boulevard, Jocelyn Brown en George McCrae. In 1988 en 1994 verzorgde hij achtergrondzang op albums van David Knopfler.

### Theaterwerk
In 2001 zong hij in de theaterzangshow R.E.S.P.E.C.T met nummers van onder andere  Marvin Gaye, The Temptations en Otis Redding. Door DJ Roog werd hij gevraagd als vocalist bij de groep Planet Hardsoul. De single Where did our love go behaalde in Engeland de Top 20.
In 2004 trad Thomas samen met Ria Brieffies van de Dolly Dots, Alides Hidding (Time Bandits) en Ruby op in de theatershow 80’s Flashbacktour waarin grote danceklassiekers uit de jaren tachtig ten gehore werden gebracht, begeleid door de band Flair. In 2006 zong Thomas in het nummer Keepin it Real op het debuutalbum Mesmerize van DJ Maestro. In 2007 ging hij verder in het vervolg van de Flashbacktour.

### Producent
In 2007 produceerde Thomas de cd Front Door Key van de Palestijns-Nederlandse chirurg en musicus Doc Jazz. Thomas werkte ook als zangdocent en had een boekingskantoor en geluidsstudio in Sneek.

## Personalia
Thomas was tweemaal getrouwd. Zijn eerste huwelijk was met televisiepresentatrice Manon Thomas. Dit huwelijk kwam na twaalf jaar ten einde. In 2012 trouwde hij met zijn vriendin Diana. Hij overleed op 60-jarige leeftijd in een ziekenhuis in Tilburg aan een beroerte.

## Discografie

### Album
- One Lover, 1983

### Singles
- Rock the Boat, 1982
- Feel the Need, 1983
- Dancing With My Shadow, 1983
- One Lover (Don't Stop the Show), 1983
- Dance All Night, 1984
- She's So Divine, 1984
- She's So Free, 1986
- Valerie, 1987
- You Got What It Takes, 1989
- Rock the Boat '89, 1989
- Feelin' Alright, 1989